# Милхаузен (Крајхгау)
Милхаузен (њем. Mühlhausen) општина је у њемачкој савезној држави Баден-Виртемберг. Једно је од 54 општинска средишта округа Рајн-Некар. Посједује регионалну шифру (AGS) 8226054.

## Географија
Општина се налази на надморској висини од 144 метра. Површина општине износи 15,3 km².

## Становништво
У самом мјесту је, према процјени из 2010. године, живјело 8.188 становника. Просјечна густина становништва износи 535 становника/km².